# Combinatio nova
Combinatio nova oder Umkombination, Abkürzung in der botanischen Nomenklatur comb. nov. (manchmal auch n. comb.), lateinisch für „neue Verbindung“ ist ein Begriff der Nomenklatur der Biowissenschaften.
Sowohl in der botanischen wie in der zoologischen Nomenklatur ist der wissenschaftliche Name einer Art ein zweiteiliges Binomen. Dabei wird der Name gebildet aus den Namen einer Gattung als erstem Bestandteil. An diesen wird als zweiter Teil ein Bestandteil angehängt, der die Arten der jeweiligen Gattung kennzeichnet. Dieser wird in der Botanik als spezifisches Epitheton, Artepitheton oder Artbeiname, in der Zoologie als Artname (im Code als „species group name“) bezeichnet. Der Gesamtname ist also die Kombination von Gattungsname und Epitheton bzw. Artname. (ICBN Artikel 6.7, ICZN Artikel 11.9.3).
Eine Kombination, im Sinne der Nomenklatur, ist außerdem jeder Name unterhalb des Rangs einer Gattung, der eine andere Rangstufe als diejenige der Art umfasst. Diese wird (außer bei Unterarten in der Zoologie) immer durch eine ranganzeigende Bezeichnung kenntlich gemacht. Ranganzeigende Bezeichnungen sind etwa subsp. für Unterart, subg. für Subgenus (Untergattung), sect. für Sektion, var. für Varietät usw. Die ranganzeigende Bezeichnung ist dabei selbst kein Bestandteil des Namens. Entsprechend ist Poa subg. Stenopoa eine Kombination (hier im Rang einer Untergattung) innerhalb der Gattung der Rispengräser (Gattung Poa).
Eine Umkombination oder Combinatio nova ist ein neuer Name für ein Taxon, der auf Basis eines bereits früher bestehenden Namens publiziert wird. Sie beruht also nicht auf der Erstbeschreibung einer neuen Art (oder eines anderen Taxons unterhalb des Gattungsrangs), sondern es wird auf Basis eines mit einer Erstbeschreibung verbundenen, bestehenden Namens (in der Botanik dann Basionym, in der Bakteriologie Basonym genannt) ein neuer Name vergeben.
Der häufigste Fall ist derjenige, bei dem eine Art in eine andere Gattung transferiert wird. Beispielsweise beschrieb Linné 1758 den Löwen als Art Felis leo. Lorenz Oken stellte 1816 eine neue Gattung Panthera auf und transferierte die Art Löwe in diese. Dies ergibt, als Umkombination, den neuen Namen Panthera leo für diesen. Als Autor des Artnamens gilt weiterhin der Autor, der die Art erstbeschrieben hat, hier Linné. 
Eine Umkombination kann auch resultieren, wenn ein Taxon in einen neuen Rang transferiert wird. Beispielsweise beschrieb Philipp Maximilian Opiz eine neue Pflanzenart Achillea sudetica. Andere Botaniker waren der Ansicht, dabei handele es sich um eine Unterart der Gemeinen Schafgarbe Achillea millefolium. Dies ergibt die Umkombination Achillea millefolium L. subsp. sudetica (Opiz) Weiß (In der botanischen, nicht aber in der zoologischen Nomenklatur, wird der Autor der Umkombination bei Erwähnung des Namens in taxonomischen Zusammenhang mit angegeben. Der Autor des ursprünglichen Namens wird in Klammern gesetzt). Allerdings bedeutet nicht jede Rangänderung eine Umkombination, da die Rangangabe, wie erwähnt, selbst kein Namensbestandteil ist. Wird also anstelle der Untergattung Poa subg. Stenopoa eine Sektion Poa sect. Stenopoa aufgestellt, handelt es sich nicht um eine Umkombination, weil der Name selbst unverändert bleibt.